# Joe Calzaghe
Joe Calzaghe, surnommé The Pride of Wales, est un boxeur italo-gallois né le 23 mars 1972 à Hammersmith, Londres, considéré en 2008 comme l'un des dix meilleurs boxeurs toutes catégories confondues par Ring Magazine.

## Carrière
Champion du monde des super-moyens entre 1997 et 2008, il réussit la performance de se retirer le 5 février 2009 invaincu en 46 combats professionnels. Il a notamment battu lors de ses trois derniers combats Mikkel Kessler (réunifiant ainsi les ceintures WBA, WBC et WBO), puis Bernard Hopkins, et enfin Roy Jones Jr. le 8 novembre 2008.
Ayant pris sa retraite en 2008, il fait partie, avec Rocky Marciano, Ricardo López, Andre Ward, Sven Ottke et Floyd Mayweather, des six champions du monde ayant été à la fois incontestés et invaincus.